# Discografie van Lady Gaga

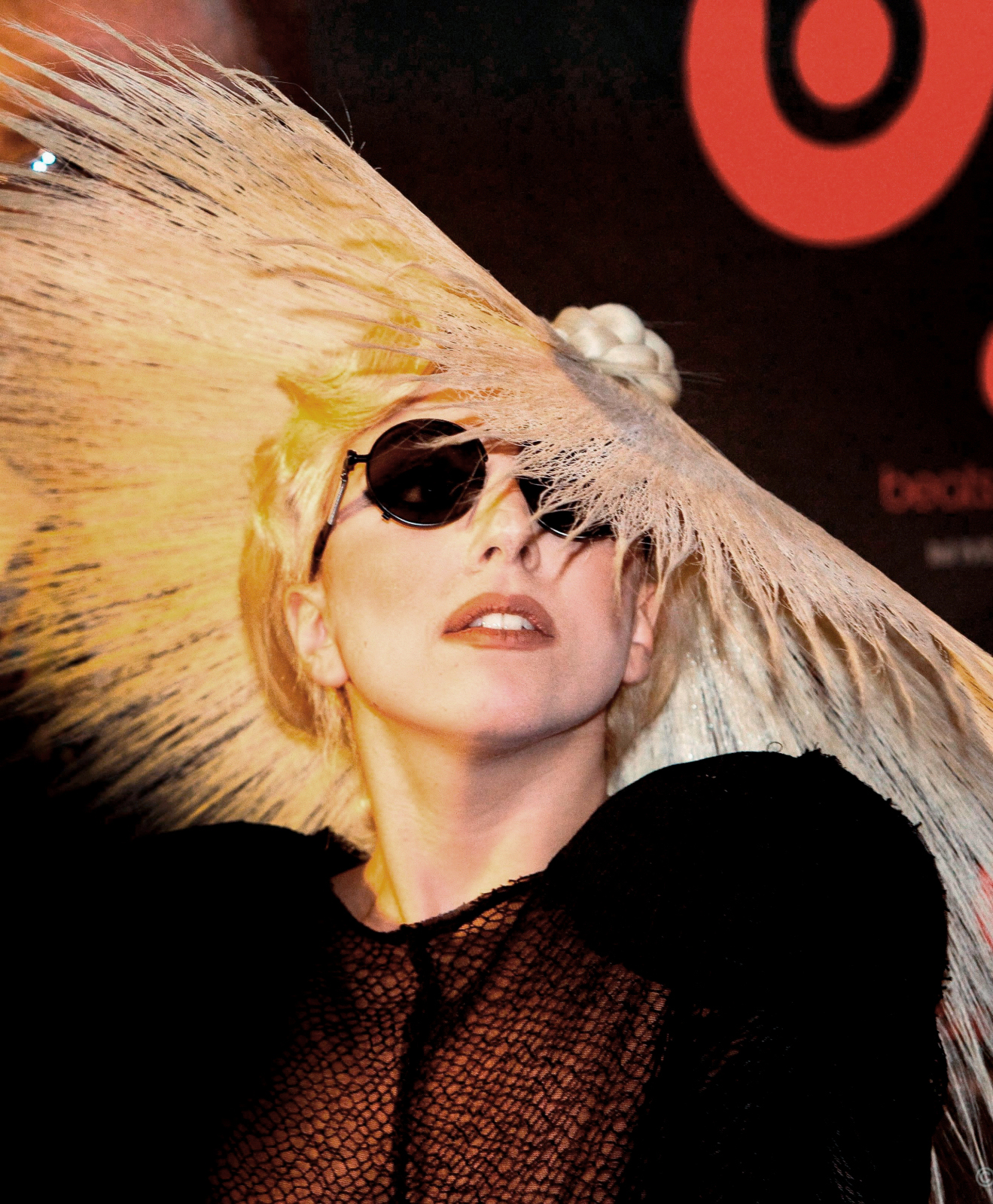
Lady Gaga bij de Consumer Electronics Show in 2010

De discografie van Lady Gaga, een Amerikaans popzangeres, geeft een overzicht van haar studio-albums, compilatie-albums, extended plays, singles, video-albums en videoclips. Volgens de gegevens van januari 2016 had Lady Gaga op dat moment wereldwijd meer dan 146 miljoen singles en 27 miljoen albums verkocht.

## Albums

### Studio-albums
| Jaar                                                                                      | Details | Hoogste positie | Hoogste positie | Hoogste positie | Hoogste positie | Hoogste positie | Hoogste positie | Hoogste positie | Hoogste positie | Hoogste positie | Hoogste positie | Verkoopcijfers                                                                         |
| Jaar                                                                                      | Details | US              | AUS             | AUT             | CAN             | FRA             | GER             | NL              | NZ              | SWI             | UK              | Verkoopcijfers                                                                         |
| ----------------------------------------------------------------------------------------- | --- | --------------- | --------------- | --------------- | --------------- | --------------- | --------------- | --------------- | --------------- | --------------- | --------------- | -------------------------------------------------------------------------------------- |
| 2008                                                                                      | The Fame - Uitgebracht: 19 augustus 2008 - Labels: Streamline, Kon Live, Cherrytree, Interscope - Formaten: lp, cd, download | 2               | 3               | 1               | 1               | 2               | 1               | 12              | 1               | 1               | 1               | - Wereldwijd: 12.000.000 - VS: 3.937.000 - CAN: 315.000 - FRA: 177,960 - VK: 1.647.000 |
| 2011                                                                                      | Born This Way - Uitgebracht: 23 mei 2011 - Labels: Streamline, Kon Live, Interscope                                          | 1               | 1               | 1               | 1               | 1               | 1               | 5               | 1               | 1               | 1               | - Wereldwijd: 7.000.000                                                                |
| 2013                                                                                      | Artpop - Uitgebracht: 11 november 2013 - Labels: Streamline, Interscope                                                      | 1               | 2               | 1               | 3               | 3               | 3               | 4               | 2               | 2               | 1               | - Wereldwijd: 2.500.000                                                                |
| 2014                                                                                      | Cheek to Cheek (met Tony Bennett) - Uitgebracht: 23 september 2014 - Label: Streamline, Interscope, Columbia                 | 1               | 7               | 6               | 3               | 9               | 12              | 13              | 3               | 7               | 10              | - Wereldwijd: 1.000.000                                                                |
| 2016                                                                                      | Joanne - Uitgebracht: 21 oktober 2016 - Labels: Streamline, Interscope                                                       | 1               | 2               | 9               | 2               | 9               | 6               | 2               | 3               | 3               |                 | - Wereldwijd: 1.390.000                                                                |
| 2020                                                                                      | Chromatica - Uitgebracht: 29 mei 2020 - Labels: Streamline, Interscope                                                       | 1               | 1               | 1               | 1               | 1               | 3               | 1               | 1               | 1               | 1               | - VS: 331.000 - VK: 31.709 - FRA: 31.000                                               |
| "—" geeft aan dat het album de hitlijsten niet gehaald heeft, of nog niet uitgebracht is. | |                 |                 |                 |                 |                 |                 |                 |                 |                 |                 |                                                                                        |

### Compilatie-albums
| Jaar                                                                                      | Details | Hoogste positie | Hoogste positie | Hoogste positie | Hoogste positie | Hoogste positie | Hoogste positie | Verkoopcijfers                      |
| Jaar                                                                                      | Details | US              | AUS             | CAN             | NED             | NZ              | UK              | Verkoopcijfers                      |
| ----------------------------------------------------------------------------------------- | --- | --------------- | --------------- | --------------- | --------------- | --------------- | --------------- | ----------------------------------- |
| 2010                                                                                      | The Remix - Uitgebracht: 3 maart 2010 - Labels: Streamline, Kon Live, Cherrytree, Interscope - Formaten: LP, CD, download | 6               | 12              | 5               | 36              | 9               | 3               | - Wereldwijd: 500.000 - VS: 141.000 |
| 2010                                                                                      | The Singles - Uitgebracht: 8 december 2010 - Label: Streamline, Kon Live, Cherrytree, Interscope - Formaten: cd           | —               | —               | —               | —               | —               | —               |                                     |
| "—" geeft aan dat het album de hitlijsten niet gehaald heeft, of nog niet uitgebracht is. | |                 |                 |                 |                 |                 |                 |                                     |

### Extended plays
| Jaar                                                                                      | Details | Hoogste positie | Hoogste positie | Hoogste positie | Hoogste positie | Verkoopcijfers |
| Jaar                                                                                      | Details | US              | AUS             | CAN             | NL              | Verkoopcijfers |
| ----------------------------------------------------------------------------------------- | --- | --------------- | --------------- | --------------- | --------------- | -------------- |
| 2009                                                                                      | The Cherrytree Sessions - Uitgebracht: 3 februari 2009 - Labels: Streamline, Kon Live, Cherrytree, Interscope - Formaten: CD, download | —               | —               | —               | —               | - VS: 9.000    |
| 2009                                                                                      | Hitmixes - Uitgebracht: 25 augustus 2009 - Label: Streamline, Kon Live, Cherrytree, Interscope - Formaten: cd                          | —               | —               | 8               | —               |                |
| "—" geeft aan dat het album de hitlijsten niet gehaald heeft, of nog niet uitgebracht is. | |                 |                 |                 |                 |                |

## Hitnoteringen

### Albums
| Album met eventuele hitnotering(en) in de Nederlandse Album Top 100 | Datum van verschijnen | Datum van binnenkomst | Hoogste positie | Aantal weken | Opmerkingen                           |
| ------------------------------------------------------------------- | --------------------- | --------------------- | --------------- | ------------ | ------------------------------------- |
| The Fame                                                            | 24-11-2008            | 07-02-2009            | 12              | 42           | Goud                                  |
| The Fame Monster                                                    | 20-11-2009            | 28-11-2009            | 4               | 55           | Platina                               |
| The Remix                                                           | 30-04-2010            | 08-05-2010            | 36              | 12           |                                       |
| Born This Way                                                       | 23-05-2011            | 28-05-2011            | 5               | 28           |                                       |
| Artpop                                                              | 11-11-2013            | 16-11-2013            | 4               | 17           |                                       |
| Cheek To Cheek                                                      | 2014                  | 27-09-2014            | 13              | 9            | met Tony Bennett                      |
| Joanne                                                              | 21-10-2016            | 29-10-2016            | 5               | 20           |                                       |
| A Star Is Born                                                      | 2018                  | 13-10-2018            | 3               | 170*         | met Bradley Cooper                    |
| Chromatica                                                          | 29-05-2020            | 06-06-2020            | 1(1wk)          | 19           |                                       |
| Dawn of Chromatica                                                  | 03-09-2021            | 11-09-2021            | 97              | 1            |                                       |
| Love for Sale                                                       | 30-09-2021            | 09-10-2021            | 10              | 2            | met Tony Bennett                      |
| Top Gun: Maverick                                                   | 27-05-2022            | 18-06-2022            | 85              | 1            | met Harold Faltermeyer en Hans Zimmer |

| Album met hitnotering(en) in de Vlaamse Ultratop 200 albums | Datum van verschijnen | Datum van binnenkomst | Hoogste positie | Aantal weken | Opmerkingen                           |
| ----------------------------------------------------------- | --------------------- | --------------------- | --------------- | ------------ | ------------------------------------- |
| The Fame                                                    | 2008                  | 31-01-2009            | 4               | 169          | 2x Platina                            |
| The Fame Monster                                            | 2009                  | 13-02-2010            | 1(1wk)          | 50           | 2x Platina                            |
| The Remix                                                   | 2010                  | 08-05-2010            | 3               | 23           | Goud                                  |
| Born This Way                                               | 2011                  | 03-06-2011            | 1(1wk)          | 25           | Platina                               |
| Artpop                                                      | 2013                  | 23-11-2013            | 2               | 20           |                                       |
| Cheek To Cheek                                              | 2014                  | 03-10-2014            | 4               | 33           | met Tony Bennett                      |
| Joanne                                                      | 2016                  | 29-10-2016            | 5               | 24           |                                       |
| A Star Is Born                                              | 2018                  | 13-10-2018            | 1(2wk)          | 199*         | met Bradley Cooper / Goud             |
| Chromatica                                                  | 2020                  | 06-06-2020            | 3               | 35           |                                       |
| Dawn of Chromatica                                          | 03-09-2021            | 11-09-2021            | 67              | 1            |                                       |
| Love for Sale                                               | 30-09-2021            | 09-10-2021            | 11              | 9            | met Tony Bennett                      |
| Top Gun: Maverick                                           | 27-05-2022            | 04-06-2022            | 18              | 10*          | met Harold Faltermeyer en Hans Zimmer |

### Singles
| Single met eventuele hitnotering(en) in de Nederlandse Top 40 | Datum van verschijnen | Datum van binnenkomst | Hoogste positie | Aantal weken | Opmerkingen                                                  |
| ------------------------------------------------------------- | --------------------- | --------------------- | --------------- | ------------ | ------------------------------------------------------------ |
| Just Dance                                                    | 08-04-2008            | 09-08-2008            | tip4            | -            | met Colby O'Donis / Nr. 31 in de Single Top 100              |
| Just Dance                                                    | 2008                  | 10-01-2009            | 1(2wk)          | 19           | met Colby O'Donis / Nr. 4 in de Single Top 100 / Alarmschijf |
| Poker Face                                                    | 26-09-2008            | 14-03-2009            | 1(8wk)          | 17           | Nr. 1 in de Single Top 100 / Alarmschijf                     |
| LoveGame                                                      | 24-03-2009            | 23-05-2009            | 5               | 10           | Nr. 27 in de Single Top 100 / Alarmschijf                    |
| Paparazzi                                                     | 06-07-2009            | 18-07-2009            | 4               | 14           | Nr. 17 in de Single Top 100 / Alarmschijf                    |
| Eh, Eh (Nothing Else I Can Say)                               | 10-01-2009            | 03-10-2009            | 12              | 10           | Nr. 34 in de Single Top 100                                  |
| Bad Romance                                                   | 26-10-2009            | 28-11-2009            | 10              | 17           | Nr. 7 in de Single Top 100 / Alarmschijf                     |
| Video Phone                                                   | 17-11-2009            | 05-12-2009            | tip9            | -            | met Beyoncé                                                  |
| Telephone                                                     | 26-01-2010            | 30-01-2010            | 6               | 22           | met Beyoncé / Nr. 10 in de Single Top 100 / Alarmschijf      |
| Alejandro                                                     | 20-04-2010            | 22-05-2010            | 4               | 16           | Nr. 7 in de Single Top 100 / Alarmschijf                     |
| Born This Way                                                 | 11-02-2011            | 26-02-2011            | 1(2wk)          | 11           | Nr. 1 in de Single Top 100 / Alarmschijf                     |
| Judas                                                         | 15-04-2011            | 30-04-2011            | 24              | 4            | Nr. 5 in de Single Top 100 / Alarmschijf                     |
| The Edge of Glory                                             | 09-05-2011            | 28-05-2011            | 36              | 3            | Nr. 9 in de Single Top 100                                   |
| Hair                                                          | 16-05-2011            | 28-05-2011            | tip17           | -            | Nr. 15 in de Single Top 100                                  |
| Yoü and I                                                     | 23-08-2011            | 24-09-2011            | tip2            | -            | Nr. 83 in de Single Top 100                                  |
| Marry the Night                                               | 15-11-2011            | 12-11-2011            | tip9            | -            |                                                              |
| Applause                                                      | 12-08-2013            | 24-08-2013            | 13              | 9            | Nr. 15 in de Single Top 100                                  |
| Do What U Want                                                | 21-10-2013            | 07-12-2013            | 34              | 2            | met R. Kelly / Nr. 27 in de Single Top 100                   |
| Venus                                                         | 27-10-2013            | -                     |                 |              | Nr. 30 in de Single Top 100                                  |
| Dope                                                          | 04-11-2013            | -                     |                 |              | Nr. 30 in de Single Top 100                                  |
| Perfect Illusion                                              | 2016                  | 17-09-2016            | tip17           | -            | Nr. 58 in de Single Top 100                                  |
| The Cure                                                      | 2017                  | 22-04-2017            | tip5            | -            | Nr. 80 in de Single Top 100                                  |
| Shallow                                                       | 2018                  | 27-10-2018            | 5               | 29           | met Bradley Cooper / Nr. 5 in de Single Top 100              |
| Always Remember Us This Way                                   | 2019                  | 02-02-2019            | 16              | 19           | Nr. 30 in de Single Top 100 / Alarmschijf                    |
| Stupid Love                                                   | 28-02-2020            | 29-02-2020            | tip2            | -            | Nr. 56 in de Single Top 100                                  |
| Rain on Me                                                    | 2020                  | 30-05-2020            | 7               | 18           | met Ariana Grande / Nr. 9 in de Single Top 100 / Alarmschijf |
| Sour Candy                                                    | 2020                  | -                     |                 |              | met Blackpink / Nr. 52 in de Single Top 100                  |
| Hold My Hand                                                  | 2022                  | 21-05-2022            | 28              | 8            | Nr. 76 in de Single Top 100 / Alarmschijf                    |
| Die with a Smile                                              | 2024                  | 16-08-2024            | 1(17wk)         | 40           | met Bruno Mars / Alarmschijf                                 |
| Disease                                                       | 2024                  | 25-10-2024            | 25              | 7            | Nr. 54 in de Single Top 100 / Alarmschijf                    |
| Abracadabra                                                   | 2025                  | 03-02-2025            | 7               | 17           | Nr. 12 in de Single Top 100 /                                |

| Single met hitnotering(en) in de Vlaamse Ultratop 50 | Datum van verschijnen | Datum van binnenkomst | Hoogste positie | Aantal weken | Opmerkingen                             |
| ---------------------------------------------------- | --------------------- | --------------------- | --------------- | ------------ | --------------------------------------- |
| Just Dance                                           | 2008                  | 04-10-2008            | 13              | 33           | met Colby O'Donis / Goud                |
| Poker Face                                           | 2009                  | 03-01-2009            | 1(9wk)          | 36           | Bestverkochte single van 2009 / Platina |
| LoveGame                                             | 2009                  | 23-05-2009            | 6               | 14           |                                         |
| Paparazzi                                            | 2009                  | 15-08-2009            | 7               | 17           | Nr. 11 in de Radio 2 Top 30             |
| Chillin                                              | 2009                  | 26-09-2009            | tip20           | -            | met Wale                                |
| Bad Romance                                          | 2009                  | 14-11-2009            | 2               | 28           | Goud                                    |
| Video Phone                                          | 2009                  | 26-12-2009            | tip4            | -            | met Beyoncé                             |
| Telephone                                            | 2010                  | 20-03-2010            | 1(5wk)          | 21           | met Beyoncé / Goud                      |
| Alejandro                                            | 2010                  | 29-05-2010            | 4               | 21           | Nr. 1 in de Radio 2 Top 30 / Goud       |
| Dance In The Dark                                    | 2010                  | 13-11-2010            | 33              | 3            |                                         |
| Born This Way                                        | 2011                  | 19-02-2011            | 1(1wk)          | 17           | Goud                                    |
| Judas                                                | 2011                  | 23-04-2011            | 6               | 11           |                                         |
| The Edge of Glory                                    | 2011                  | 21-05-2011            | 6               | 6            |                                         |
| Hair                                                 | 2011                  | 28-05-2011            | 19              | 1            | promotiesingle                          |
| Yoü and I                                            | 2011                  | 03-09-2011            | tip4            | -            |                                         |
| Marry The Night                                      | 2011                  | 12-11-2011            | tip1            | -            |                                         |
| White Christmas                                      | 2011                  | 24-12-2011            | tip83           | -            |                                         |
| Applause                                             | 2013                  | 24-08-2013            | 10              | 13           |                                         |
| Do What U Want                                       | 2013                  | 02-11-2013            | 15              | 14           | met R. Kelly                            |
| Venus                                                | 2013                  | 09-11-2013            | 22              | 1            |                                         |
| Dope                                                 | 2013                  | 16-11-2013            | 18              | 1            |                                         |
| G.U.Y.                                               | 2014                  | 29-03-2014            | tip7            | -            |                                         |
| Anything Goes                                        | 2014                  | 27-09-2014            | tip9            | -            | met Tony Bennett                        |
| Cheek To Cheek                                       | 2014                  | 13-12-2014            | tip45           | -            | met Tony Bennett                        |
| Til It Happens To You                                | 2015                  | 26-09-2015            | tip45           | -            |                                         |
| Perfect Illusion                                     | 2016                  | 17-09-2016            | 43              | 2            |                                         |
| Million Reasons                                      | 2016                  | 12-11-2016            | tip14           | -            |                                         |
| The Cure                                             | 2017                  | 22-04-2017            | 30              | 10           |                                         |
| Joanne                                               | 2018                  | 03-02-2018            | tip             | -            |                                         |
| Your Song                                            | 2018                  | 14-04-2018            | tip             | -            |                                         |
| Shallow                                              | 2018                  | 27-10-2018            | 8               | 40           | met Bradley Cooper / Platina            |
| Always Remember Us This Way                          | 2018                  | 23-02-2019            | 10              | 28           | Platina                                 |
| Stupid Love                                          | 29-02-2020            | 07-03-2020            | 20              | 9            |                                         |
| Rain on Me                                           | 2020                  | 29-05-2020            | 5               | 23           | met Ariana Grande / Platina             |
| 911                                                  | 18-09-2020            | 03-10-2020            | tip             | -            |                                         |
| Hold My Hand                                         | 03-05-2022            | 19-06-2022            | 16              | 8*           |                                         |
| Die with a Smile                                     | 2024                  | 16-08-2024            | 1(2wk)          | 41           | met Bruno Mars                          |
| Abracadabra                                          | 2025                  | 03-02-2025            | 15              | 15           |                                         |

## Videografie

### Video-albums
| Jaar | Details |
| ---- | --- |
| 2010 | The Fame Monster: Video EP - Uitgebracht: 7 mei 2010 - Labels: Streamline, Kon Live, Cherrytree, Interscope - Formaten: Download |

### Videoclips
| Jaar | Titel                           | Album            | Regisseur                     |
| ---- | ------------------------------- | ---------------- | ----------------------------- |
| 2008 | Just Dance                      | The Fame         | Melina Matsoukas              |
| 2008 | Beautiful, Dirty, Rich          | The Fame         | Melina Matsoukas              |
| 2008 | Poker Face                      | The Fame         | Ray Kay                       |
| 2009 | Eh, Eh (Nothing Else I Can Say) | The Fame         | Joseph Kahn                   |
| 2009 | LoveGame                        | The Fame         | Joseph Kahn                   |
| 2009 | Paparazzi                       | The Fame         | Jonas Åkerlund                |
| 2009 | Bad Romance                     | The Fame Monster | Francis Lawrence              |
| 2010 | Telephone (met Beyoncé)         | The Fame Monster | Jonas Åkerlund                |
| 2010 | Alejandro                       | The Fame Monster | Steven Klein                  |
| 2011 | Born This Way                   | Born This Way    | Nick Knight                   |
| 2011 | Judas                           | Born This Way    | Laurieann Gibson              |
| 2011 | The Edge Of Glory               | Born This Way    | Lady Gaga                     |
| 2011 | Yoü And I                       | Born This Way    | Lady Gaga                     |
| 2011 | Marry The Night                 | Born This Way    | Lady Gaga                     |
| 2013 | Applause                        | ARTPOP           | Inez & Vinoodh                |
| 2014 | G.U.Y.                          | ARTPOP           | Lady Gaga & Zedd              |
| 2015 | Til It Happens To You           | Single           | Catherine Hardwicke           |
| 2016 | Perfect Illusion                | Joanne           | Ruth Hogben & Andrea Gelardin |
| 2016 | Million Reasons                 | Joanne           | Ruth Hogben & Andrea Gelardin |
| 2017 | John Wayne                      | Joanne           | Jonas Åkerlund                |
| 2017 | Joanne                          | Joanne           | Lady Gaga                     |
| 2020 | Stupid Love                     | Chromatica       | Daniel Askill                 |
| 2020 | Rain on Me (met Ariana Grande)  | Chromatica       | Robert Rodriguez              |
| 2020 | 911                             | Chromatica       | Tarsem Singh                  |

## Nummers waarin Lady Gaga een rol had
De volgende nummers zijn geen singles en stonden niet op een album van Lady Gaga zelf.
| Jaar | Nummer                                               | Album                       |
| ---- | ---------------------------------------------------- | --------------------------- |
| 2008 | "Big Girl Now" (New Kids on the Block & Lady Gaga)   | The Block                   |
| 2009 | "Fashion"                                            | Confessions of a Shopaholic |
| 2009 | "Video phone" (extended remix) (Beyoncé & Lady Gaga) | I Am... Sasha Fierce        |

## Nummers zonder muziekvideo met hitlijstnotering
| Jaar                                                           | Nummer                                             | Hoogste positie | Hoogste positie | Hoogste positie | Hoogste positie | Hoogste positie | Album                |
| Jaar                                                           | Nummer                                             | VS              | AUS             | CAN             | NZ              | UK              | Album                |
| -------------------------------------------------------------- | -------------------------------------------------- | --------------- | --------------- | --------------- | --------------- | --------------- | -------------------- |
| 2008                                                           | "The Fame"                                         | —               | 73              | —               | —               | —               | The Fame             |
| 2008                                                           | "Starstruck" (met Space Cowboy & Flo Rida)         | —               | —               | —               | —               | 191             | The Fame             |
| 2008                                                           | "Big Girl Now" (New Kids on the Block & Lady Gaga) | —               | —               | 84              | —               | —               | The Block            |
| 2009                                                           | "Video phone" (Beyoncé & Lady Gaga)                | 65              | 31              | —               | 32              | —               | I Am... Sasha Fierce |
| 2009                                                           | "Monster"                                          | —               | 80              | —               | 29              | 68              | The Fame Monster     |
| 2009                                                           | "Speechless"                                       | 94              | —               | 67              | —               | 88              | The Fame Monster     |
| 2009                                                           | "So Happy I Could Die"                             | —               | —               | —               | —               | 84              | The Fame Monster     |
| 2009                                                           | "Teeth"                                            | —               | —               | —               | —               | 107             | The Fame Monster     |
| "—" geeft aan dat het nummer de hitlijsten niet gehaald heeft. |                                                    |                 |                 |                 |                 |                 |                      |